# Tokyo Babylon
Tokyo Babylon (東京BABYLON) é uma série de mangá criada pela CLAMP. Em 1991 foi adaptada para uma série anime de duas partes em formato OVA. Existe ainda um filme live-action intitulado Tokyo Babylon 1999. No Brasil, a série de mangá foi publicada em 2005 pela Editora JBC, em 7 volumes.

## História
A trama gira em torno dos irmãos gêmeos Hokuto e Subaru Sumeragi e de Seishirou Sakurazuka. Subaru é o herdeiro da família Sumeragi, e, por isso, desde pequeno trabalha como onmyouji. Em seu primeiro trabalho ele havia encontrado um homem sob uma cerejeira, e ele tinha lhe dito algo que Subaru, entretanto, esquecera. Subaru e Hokuto eram bastante unidos, e ela fazia roupas especiais para o irmão gêmeo ir trabalhar, uma vez que, por ordem de sua avó, ele não podia tirar suas luvas. Seishirou é veterinário, e, tendo conhecido os dois irmãos, tornou-se um amigo bastante próximo deles, passando a ajudar Subaru, em segredo, a realizar suas tarefas mágicas, contudo nem tudo é o que aparenta ser. O desenlace da história se dá em X - 1999.[carece de fontes?]

### Polêmicas envolvendo a adaptação para anime
A estreia do anime Tokyo Babylon 2021 foi adiada indefinidamente após o comitê de produção descobrir que os trajes dos personagens eram copiados sem autorização de material protegido por direitos autorais. O comitê, que está formando uma equipe de conformidade para garantir o cumprimento das leis, decidiu suspender a estreia para resolver esses problemas. Os vídeos e materiais divulgados foram removidos, e o comitê pediu desculpas à CLAMP, aos envolvidos na produção e aos fãs. A série, produzida pelo estúdio GoHands e dirigida por Shingo Suzuki, estava prevista para abril de 2021.

## Personagens
- Subaru Sumeragi (皇昴流, Sumeragi Subaru )

Dublado por: Kappei Yamaguchi (OVA) (japonês); Ben Fairman (inglês)
O 13.º chefe do clã Sumeragi, uma família de onmyōji. Ele tende a ser bastante tímido, mas é extremamente bondoso. Ele constantemente usa luvas sobre as mãos por razões conhecidas apenas por sua avó.
- Hokuto Sumeragi (皇北都, Sumeragi Hokuto )

Dublado por: Miki Itō (OVA) (japonês); Jenny Baker (inglês)
A excêntrica irmã gêmea de Subaru. Ela é perspicaz, ousada e impulsiva, o oposto polar de Subaru. Embora ela não tenha a maioria das fortes habilidades espirituais de Subaru, ela ainda é capaz de lançar feitiços únicos. Ela sempre tem boas intenções e age no melhor interesse de Subaru. Hokuto desenha as roupas escandalosas que ela e Subaru costumam usar.
- Seishiro Sakurazuka (桜塚星史郎, Sakurazuka Seishiro )

Dublado por: Takehito Koyasu (OVA) (japonês); Dean Fenton (inglês)
Um veterinário que afirma estar romanticamente interessado em Subaru. Ele é secretamente o Sakurazukamori, um onmyōji assassino que o conheceu há sete anos.

## Produção
Tokyo Babylon é baseado em uma one-shot que Nanase Ohkawa, escritor chefe da Clamp, escreveu para uma revista de dōjinshi (termo japonês para publicações independentes).  Depois que Clamp conseguiu ilustrar a capa desta mesma revista (Wings, com Subaru e Hokuto), a revista propos que Clamp transformasse o mangá em uma série para a sua edicação especial ''South''. Inicialemte a série se chamaria ''Tokyo'', mas o grupo Clamp decidiu mudar o nome para que soasse mais moderno, com a inclusão de Babylon. De acordo com eles, a série foi intitulada Tokyo Babylon para refletir o quanto a cidade de Babilônia lembra Tóquio. Os personagens do One-shot, principalmente Seishiro, tiveram leves alterações no início da série.
Seishiro, Subaru e sua irmã gêmea Hokuto, foram criados pelo criador da série Ohkawa para uma novel dōjinshi sobre uma onmyōji  que caça elfos. Os personagens foram desenhados duas vezes para as capas, e quando South pediu que Clamp criasse uma nova série, estes personagens foram usados. Originalmente, os gêmeos foram idealizados como mascotes, Subaru era um penguim chamado Leone, uma referência ao carro Subaru Leone. Tanto Subaru quando Hokuto tiveram a sua arte original modificada, enquanto Seishiro foi completamente redesenhado. Ohkawa menciou que teve dificuldades em escrever sobre Subaru, já que ela não estava acostumada a escrever personagens bondosos. Assim como o personagem Kero do outro mangá escrito pelo grupo, Sakura Cardcaptor, a equipe pensou em desenhar um pet, sendo que Subaru e Hokuto originalmente foram pensados para isto. Tendo em vista que Subaru e Hokuto eram os protagonistas, sempre que as revistas exigiam uma imagem para Tokyo Babylon, ambos eram usados juntos.